# تشوماديان
تشوماديان (بالصينية: 驻马店市 )‏ هي مدينة على مستوى محافظة، في جمهورية الصين الشعبية، تتبع خنان، تبلغ مساحتها 14,974 كيلومتر مربع، رمزها البريدي هو 463000.

## الموقع
تشترك في الحدود مع:
- شينيانج.

## مدن توأم
المدن التوأم:
- مجيدية.

## التقسيمات الإدارية
- Yicheng, Zhumadian [الإنجليزية]‏
- مقاطعة شي بينغ  [لغات أخرى]‏
- Shangcai County [الإنجليزية]‏
- Pingyu County [الإنجليزية]‏
- Zhengyang County [الإنجليزية]‏
- Queshan County [الإنجليزية]‏
- Biyang County [الإنجليزية]‏
- Runan County [الإنجليزية]‏
- Suiping County [الإنجليزية]‏
- Xincai County [الإنجليزية]‏.